# ساحة الصفارين

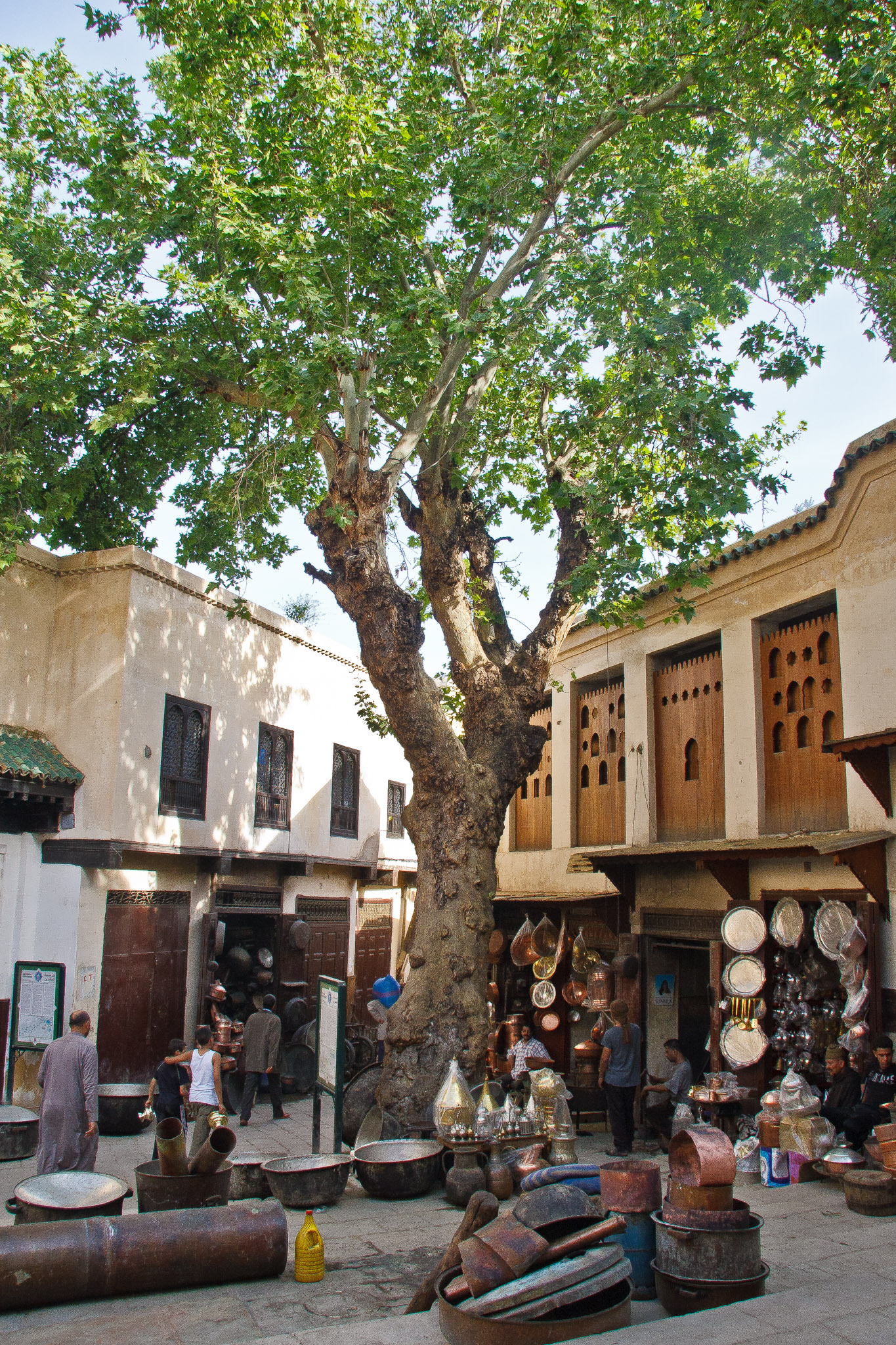
ساحة الصفارين.

ساحة الصفارين هي ساحة صغيرة في المدينة القديمة بفاس. تَقع جنوب جامعة القرويين، بالقرب من نهر بو خريب الذي يمرُّ في قلب المدينة القديمة. يَعود تاريخ الساحة إلى العصور الوسطى ولكنَّها خضعت أيضًا لعمليات تجديد في العصر الحديث. تجاورها مكتبة القرويين من الشمال الغربي، ومدرسة الصفارين من الشرق، وحمام الصفارين من الجنوب الغربي، ويتمتّع زوّار ساحة الصفارين باستكشاف الهندسة المعمارية المميزة جنباً إلى جنب مع الملامح الثقافية التي تكوّنت من تاريخ المدينة الغني، وهو ما يجعل من هذه الساحة وجهة سياحية كبيرة في مدينة فاس.

## التاريخ
كان يوجد في الساحة سُوقٌ من النحاسين (الصفارين) في المدينة الذي أعطى الساحة اسمه. وهم لا زالوا موجودين اليوم. أُنشِئت ورش العمل الخاصة بهم هنا منذ القرن السادس عشر على الأقل، عندما لاحظ ليون الإفريقي وجودهم. :339–340 بُنيَتْ مدرسة الصفارين، التي يقع مدخلها في هذه الساحة عام 1271 على يد السُلطان المريني أبو يوسف يعقوب وهي أقدم مدرسة إسلامية بُنيت لهذا الغرض في المغرب.:286 لا تزال قيد الاستخدام حتى الآن، وقد جُدِّدت مؤخرًا في أواخر عام 2010. بُنيَت مكتبة القرويين الواقعة شمال غرب الساحة في أواخر القرن السادس عشر على يد السُلطان أحمد المنصور، على الرغم من أنَّ القرويين كان لديهم مكتبة سابقة شيدها أبو عنان شمالًا في عام 1349. يَعود تاريخ حمام الصفارين أيضًا إلى القرن الرابع عشر خلال العصر المريني.
خضعت الساحَة لمجموعة كبيرة من التجديدات في الثلاثينيات والأربعينيات من القرن العشرين خلال فترة الحماية الفرنسية بناءً على طلب مدير الحُبوس (الأوقاف) القرويين، وكذلك بناءً على مبادرات الملك محمد الخامس. أثر برنامج الترميم هذا على العديد من المباني والمحلات المحيطة، وأعطى الساحة الكثير من مظهرها الحالي. وخلال هذه العملية، وُسِّعت مكتبة القرويين بشكل كبير وأُعيد فتحها في عام 1949 بشكلها الحالي. جُددت ووسعَت المدرسة المحمدية، وهي ملحق لمدرسة الصفارين المضافة في القرن الثامن عشر، بشكل كبير في هذا الوقت. في الآونة الأخيرة، في عام 2010، جُددَت العديد من المباني المحيطة مرة أخرى، بما في ذلك مدرستان (الصفارين والمحمدية) ومكتبة القرويين. كما خضع حمام الصفارين مؤخرًا لعملية ترميم تحت إشراف المهندس المعماري رشيد الحلاوي، كجزء من مشروع تقوده النمسا لترميم الحمامات التاريخية المختلفة عبر منطقة البحر الأبيض المتوسط.

## وصلات خارجية
- سوق الصّفّارين بفاس.. إبداعات نحاسية بأنامل الحرفيين تحن إلى سنوات الازدهار على يوتيوب.